# Lista di asteroidi (743001-744000)
Di seguito una lista di asteroidi dal numero 743001  al 744000 con data di scoperta e scopritore.

## 743001–743100
| Nome               | Designazione provvisoria | Data di scoperta  | Scopritore          |
| ------------------ | ------------------------ | ----------------- | ------------------- |
| 743001             | 2008 DQ15                | 11 gennaio 2008   | Mount Lemmon Survey |
| 743002             | 2008 DM19                | 27 febbraio 2008  | Spacewatch          |
| 743003             | 2008 DT37                | 27 febbraio 2008  | Mount Lemmon Survey |
| 743004             | 2008 DL42                | 10 gennaio 2008   | Spacewatch          |
| 743005             | 2008 DP62                | 28 febbraio 2008  | Mount Lemmon Survey |
| 743006             | 2008 DA64                | 14 settembre 2006 | CSS                 |
| 743007             | 2008 DL71                | 24 febbraio 2008  | Mount Lemmon Survey |
| 743008             | 2008 DP72                | 26 febbraio 2008  | Mount Lemmon Survey |
| 743009             | 2008 DC77                | 28 febbraio 2008  | Mount Lemmon Survey |
| 743010             | 2008 DQ77                | 28 febbraio 2008  | Mount Lemmon Survey |
| 743011             | 2008 DV87                | 7 febbraio 2008   | Spacewatch          |
| 743012             | 2008 DQ90                | 25 settembre 2011 | Pan-STARRS          |
| 743013             | 2008 DX90                | 18 maggio 2012    | Mount Lemmon Survey |
| 743014             | 2008 DR91                | 24 febbraio 2008  | Mount Lemmon Survey |
| 743015             | 2008 DV91                | 25 luglio 2015    | Pan-STARRS          |
| 743016             | 2008 DN92                | 31 luglio 2014    | Pan-STARRS          |
| 743017             | 2008 DX92                | 20 agosto 2001    | Cerro Tololo Obs.   |
| 743018             | 2008 DB93                | 27 agosto 2011    | Pan-STARRS          |
| 743019             | 2008 DQ93                | 19 agosto 2010    | PMO NEO             |
| 743020             | 2008 DE94                | 27 agosto 2013    | Pan-STARRS          |
| 743021             | 2008 DS95                | 26 febbraio 2008  | Mount Lemmon Survey |
| 743022             | 2008 EM20                | 2 marzo 2008      | Mount Lemmon Survey |
| 743023             | 2008 EO20                | 2 marzo 2008      | Mount Lemmon Survey |
| 743024             | 2008 EW23                | 3 marzo 2008      | Mount Lemmon Survey |
| 743025             | 2008 EY23                | 18 febbraio 2008  | Mount Lemmon Survey |
| 743026             | 2008 EJ24                | 3 marzo 2008      | Mount Lemmon Survey |
| 743027             | 2008 ED25                | 27 novembre 2000  | SDSS Collaboration  |
| 743028             | 2008 EG25                | 3 marzo 2008      | PMO NEO             |
| 743029             | 2008 EN28                | 4 marzo 2008      | Mount Lemmon Survey |
| 743030             | 2008 ER36                | 2 febbraio 2008   | Spacewatch          |
| 743031             | 2008 EN37                | 11 gennaio 2008   | Spacewatch          |
| 743032             | 2008 ES37                | 7 febbraio 2008   | Spacewatch          |
| 743033             | 2008 ES41                | 9 febbraio 2008   | Mount Lemmon Survey |
| 743034             | 2008 EN43                | 5 marzo 2008      | Mount Lemmon Survey |
| 743035             | 2008 ET48                | 19 dicembre 2007  | Mount Lemmon Survey |
| 743036             | 2008 EY53                | 6 marzo 2008      | Mount Lemmon Survey |
| 743037             | 2008 EO58                | 2 febbraio 2008   | Spacewatch          |
| 743038             | 2008 EV60                | 8 marzo 2008      | Mount Lemmon Survey |
| 743039             | 2008 EH61                | 9 marzo 2008      | Mount Lemmon Survey |
| 743040             | 2008 ET63                | 9 marzo 2008      | Spacewatch          |
| 743041             | 2008 EO69                | 2 febbraio 2008   | Spacewatch          |
| 743042             | 2008 EO70                | 30 gennaio 2008   | Spacewatch          |
| 743043             | 2008 EX72                | 13 febbraio 2008  | CSS                 |
| 743044             | 2008 EE78                | 7 marzo 2008      | Spacewatch          |
| 743045             | 2008 ER80                | 9 febbraio 2008   | CSS                 |
| 743046             | 2008 EL86                | 28 febbraio 2008  | Spacewatch          |
| 743047             | 2008 EC90                | 11 febbraio 2008  | Spacewatch          |
| 743048             | 2008 ET93                | 2 marzo 2008      | Mount Lemmon Survey |
| 743049             | 2008 EQ98                | 14 febbraio 2013  | CSS                 |
| 743050             | 2008 EK102               | 5 marzo 2008      | Mount Lemmon Survey |
| 743051             | 2008 EV102               | 19 marzo 2001     | Spacewatch          |
| 743052             | 2008 EJ108               | 8 febbraio 2008   | Spacewatch          |
| 743053             | 2008 EQ112               | 2 febbraio 2008   | Mount Lemmon Survey |
| 743054             | 2008 EL115               | 18 gennaio 2008   | Mount Lemmon Survey |
| 743055             | 2008 EZ117               | 13 febbraio 2008  | Spacewatch          |
| 743056             | 2008 EL124               | 12 febbraio 2008  | Spacewatch          |
| 743057             | 2008 ES127               | 6 marzo 2008      | Mount Lemmon Survey |
| 743058             | 2008 EB132               | 11 marzo 2008     | Spacewatch          |
| 743059             | 2008 ES134               | 28 febbraio 2008  | Spacewatch          |
| 743060             | 2008 EY137               | 11 marzo 2008     | Mount Lemmon Survey |
| 743061             | 2008 EQ139               | 28 febbraio 2008  | Spacewatch          |
| 743062 Dianabeșliu | 2008 EJ145               | 12 marzo 2008     | EURONEAR            |
| 743063             | 2008 EP151               | 8 marzo 2008      | Spacewatch          |
| 743064             | 2008 EM159               | 13 marzo 2008     | Spacewatch          |
| 743065             | 2008 ED167               | 7 marzo 2008      | Mount Lemmon Survey |
| 743066             | 2008 EV168               | 26 marzo 2008     | Mount Lemmon Survey |
| 743067             | 2008 EV173               | 7 marzo 2008      | Spacewatch          |
| 743068             | 2008 EW173               | 10 ottobre 2010   | Spacewatch          |
| 743069             | 2008 EP174               | 2 dicembre 2010   | Mount Lemmon Survey |
| 743070             | 2008 ET174               | 6 marzo 2008      | Mount Lemmon Survey |
| 743071             | 2008 EA175               | 10 marzo 2008     | Mount Lemmon Survey |
| 743072             | 2008 EY175               | 27 gennaio 2012   | Mount Lemmon Survey |
| 743073             | 2008 ER177               | 10 dicembre 2010  | Spacewatch          |
| 743074             | 2008 EE178               | 8 marzo 2008      | Mount Lemmon Survey |
| 743075             | 2008 ET178               | 15 novembre 2010  | Mount Lemmon Survey |
| 743076             | 2008 EA181               | 8 marzo 2008      | Mount Lemmon Survey |
| 743077             | 2008 EE181               | 28 marzo 2012     | Spacewatch          |
| 743078             | 2008 EL181               | 13 dicembre 2015  | Pan-STARRS          |
| 743079             | 2008 EN181               | 22 gennaio 2015   | Pan-STARRS          |
| 743080             | 2008 EE182               | 26 gennaio 2012   | Pan-STARRS          |
| 743081             | 2008 EN182               | 6 marzo 2008      | Mount Lemmon Survey |
| 743082             | 2008 EX183               | 2 marzo 2008      | Mount Lemmon Survey |
| 743083             | 2008 EG184               | 5 ottobre 2014    | Pan-STARRS          |
| 743084             | 2008 EZ185               | 5 marzo 2013      | Pan-STARRS          |
| 743085             | 2008 EU186               | 4 gennaio 2016    | Pan-STARRS          |
| 743086             | 2008 EH187               | 8 novembre 2010   | Mount Lemmon Survey |
| 743087             | 2008 EB189               | 18 ottobre 2011   | Spacewatch          |
| 743088             | 2008 ET190               | 10 marzo 2008     | Mount Lemmon Survey |
| 743089             | 2008 EA192               | 1 marzo 2008      | Spacewatch          |
| 743090             | 2008 FT10                | 24 febbraio 2008  | Spacewatch          |
| 743091             | 2008 FC19                | 29 febbraio 2008  | Spacewatch          |
| 743092             | 2008 FK31                | 30 gennaio 2008   | Mount Lemmon Survey |
| 743093             | 2008 FX31                | 28 marzo 2008     | Mount Lemmon Survey |
| 743094             | 2008 FS32                | 28 marzo 2008     | Mount Lemmon Survey |
| 743095             | 2008 FJ34                | 28 marzo 2008     | Mount Lemmon Survey |
| 743096             | 2008 FA36                | 10 febbraio 2008  | Mount Lemmon Survey |
| 743097             | 2008 FR39                | 10 marzo 2008     | Spacewatch          |
| 743098             | 2008 FE53                | 28 marzo 2008     | Mount Lemmon Survey |
| 743099             | 2008 FF53                | 13 marzo 2008     | Spacewatch          |
| 743100             | 2008 FU62                | 27 marzo 2008     | Spacewatch          |

## 743101–743200
| Nome   | Designazione provvisoria | Data di scoperta  | Scopritore          |
| ------ | ------------------------ | ----------------- | ------------------- |
| 743101 | 2008 FU72                | 30 marzo 2008     | Spacewatch          |
| 743102 | 2008 FV85                | 28 febbraio 2008  | Mount Lemmon Survey |
| 743103 | 2008 FO95                | 29 marzo 2008     | Mount Lemmon Survey |
| 743104 | 2008 FC100               | 30 marzo 2008     | Spacewatch          |
| 743105 | 2008 FQ106               | 10 marzo 2008     | Spacewatch          |
| 743106 | 2008 FC114               | 31 marzo 2008     | Spacewatch          |
| 743107 | 2008 FC122               | 10 gennaio 2008   | Spacewatch          |
| 743108 | 2008 FO124               | 30 marzo 2008     | Spacewatch          |
| 743109 | 2008 FV124               | 30 marzo 2008     | Spacewatch          |
| 743110 | 2008 FJ134               | 29 marzo 2008     | Spacewatch          |
| 743111 | 2008 FM135               | 31 marzo 2008     | Mount Lemmon Survey |
| 743112 | 2008 FJ139               | 31 marzo 2008     | Mount Lemmon Survey |
| 743113 | 2008 FZ139               | 26 marzo 2008     | Mount Lemmon Survey |
| 743114 | 2008 FL140               | 17 novembre 2006  | Mount Lemmon Survey |
| 743115 | 2008 FJ141               | 31 marzo 2008     | Spacewatch          |
| 743116 | 2008 FP141               | 21 aprile 2012    | Mount Lemmon Survey |
| 743117 | 2008 FU141               | 28 marzo 2008     | Spacewatch          |
| 743118 | 2008 FM143               | 31 marzo 2008     | Mount Lemmon Survey |
| 743119 | 2008 FP144               | 29 dicembre 2011  | Mount Lemmon Survey |
| 743120 | 2008 FM146               | 30 marzo 2008     | Spacewatch          |
| 743121 | 2008 FO146               | 29 marzo 2008     | Spacewatch          |
| 743122 | 2008 GH8                 | 29 marzo 2008     | Mount Lemmon Survey |
| 743123 | 2008 GD9                 | 1 aprile 2008     | Spacewatch          |
| 743124 | 2008 GO23                | 4 marzo 2008      | Mount Lemmon Survey |
| 743125 | 2008 GX41                | 4 aprile 2008     | Spacewatch          |
| 743126 | 2008 GV43                | 11 marzo 2008     | Spacewatch          |
| 743127 | 2008 GK44                | 4 aprile 2008     | Mount Lemmon Survey |
| 743128 | 2008 GO45                | 4 aprile 2008     | Mount Lemmon Survey |
| 743129 | 2008 GF56                | 5 aprile 2008     | Mount Lemmon Survey |
| 743130 | 2008 GG72                | 27 marzo 2008     | Mount Lemmon Survey |
| 743131 | 2008 GQ74                | 30 marzo 2008     | Spacewatch          |
| 743132 | 2008 GH75                | 30 marzo 2008     | Spacewatch          |
| 743133 | 2008 GS79                | 7 aprile 2008     | Spacewatch          |
| 743134 | 2008 GD81                | 7 aprile 2008     | Spacewatch          |
| 743135 | 2008 GF85                | 12 marzo 2008     | Spacewatch          |
| 743136 | 2008 GL85                | 8 aprile 2008     | Mount Lemmon Survey |
| 743137 | 2008 GY91                | 6 aprile 2008     | Mount Lemmon Survey |
| 743138 | 2008 GZ92                | 23 novembre 2006  | Spacewatch          |
| 743139 | 2008 GU94                | 16 novembre 2006  | Mount Lemmon Survey |
| 743140 | 2008 GE100               | 31 marzo 2008     | Spacewatch          |
| 743141 | 2008 GL110               | 26 marzo 2003     | SDSS Collaboration  |
| 743142 | 2008 GH116               | 11 aprile 2008    | Mount Lemmon Survey |
| 743143 | 2008 GC117               | 30 marzo 2008     | Spacewatch          |
| 743144 | 2008 GR124               | 4 luglio 2005     | Mount Lemmon Survey |
| 743145 | 2008 GB125               | 11 marzo 2008     | Mount Lemmon Survey |
| 743146 | 2008 GN137               | 6 aprile 2008     | Spacewatch          |
| 743147 | 2008 GL141               | 14 aprile 2008    | Mount Lemmon Survey |
| 743148 | 2008 GR148               | 30 maggio 2009    | Mount Lemmon Survey |
| 743149 | 2008 GW151               | 11 luglio 2016    | Pan-STARRS          |
| 743150 | 2008 GZ151               | 13 aprile 2008    | Mount Lemmon Survey |
| 743151 | 2008 GN152               | 18 gennaio 2013   | R. Holmes           |
| 743152 | 2008 GE155               | 11 ottobre 2010   | Mount Lemmon Survey |
| 743153 | 2008 GL155               | 2 ottobre 2013    | Spacewatch          |
| 743154 | 2008 GP155               | 18 dicembre 2001  | LINEAR              |
| 743155 | 2008 GX158               | 28 ottobre 2010   | Mount Lemmon Survey |
| 743156 | 2008 GB159               | 23 ottobre 2009   | Mount Lemmon Survey |
| 743157 | 2008 GE159               | 21 novembre 2014  | Pan-STARRS          |
| 743158 | 2008 GT159               | 3 agosto 2014     | Pan-STARRS          |
| 743159 | 2008 GQ161               | 23 febbraio 2012  | Spacewatch          |
| 743160 | 2008 GE167               | 14 aprile 2008    | Mount Lemmon Survey |
| 743161 | 2008 GV168               | 15 aprile 2008    | Spacewatch          |
| 743162 | 2008 GE169               | 5 aprile 2008     | Spacewatch          |
| 743163 | 2008 HO2                 | 31 marzo 2008     | Mount Lemmon Survey |
| 743164 | 2008 HN18                | 1 marzo 2008      | CSS                 |
| 743165 | 2008 HT24                | 11 aprile 2008    | Mount Lemmon Survey |
| 743166 | 2008 HE25                | 27 aprile 2008    | Mount Lemmon Survey |
| 743167 | 2008 HJ28                | 15 aprile 2008    | Mount Lemmon Survey |
| 743168 | 2008 HT30                | 29 aprile 2008    | Mount Lemmon Survey |
| 743169 | 2008 HQ39                | 10 marzo 2008     | Spacewatch          |
| 743170 | 2008 HU42                | 28 marzo 2008     | Spacewatch          |
| 743171 | 2008 HH44                | 15 aprile 2008    | Spacewatch          |
| 743172 | 2008 HW47                | 6 aprile 2008     | Mount Lemmon Survey |
| 743173 | 2008 HQ48                | 29 aprile 2008    | Spacewatch          |
| 743174 | 2008 HD49                | 29 aprile 2008    | Mount Lemmon Survey |
| 743175 | 2008 HG49                | 29 aprile 2008    | Mount Lemmon Survey |
| 743176 | 2008 HW65                | 1 aprile 2008     | Mount Lemmon Survey |
| 743177 | 2008 HP71                | 9 agosto 2013     | Spacewatch          |
| 743178 | 2008 HV71                | 28 maggio 2012    | Mount Lemmon Survey |
| 743179 | 2008 HY71                | 25 aprile 2008    | Spacewatch          |
| 743180 | 2008 HJ74                | 24 aprile 2008    | Mount Lemmon Survey |
| 743181 | 2008 HS74                | 29 aprile 2008    | Mount Lemmon Survey |
| 743182 | 2008 HV74                | 6 agosto 2016     | Pan-STARRS          |
| 743183 | 2008 HQ75                | 11 ottobre 2012   | Pan-STARRS          |
| 743184 | 2008 HP76                | 29 aprile 2008    | Spacewatch          |
| 743185 | 2008 JJ23                | 3 aprile 2008     | Mount Lemmon Survey |
| 743186 | 2008 JZ41                | 8 maggio 2008     | Mount Lemmon Survey |
| 743187 | 2008 JC43                | 29 settembre 2013 | Mount Lemmon Survey |
| 743188 | 2008 JS43                | 13 gennaio 2008   | Spacewatch          |
| 743189 | 2008 JB44                | 5 febbraio 2011   | Mount Lemmon Survey |
| 743190 | 2008 JO44                | 5 maggio 2008     | Mount Lemmon Survey |
| 743191 | 2008 JS44                | 7 aprile 2008     | Mount Lemmon Survey |
| 743192 | 2008 JE46                | 13 ottobre 2010   | Mount Lemmon Survey |
| 743193 | 2008 JT46                | 5 maggio 2008     | Mount Lemmon Survey |
| 743194 | 2008 JY46                | 28 marzo 2008     | Spacewatch          |
| 743195 | 2008 JB49                | 2 maggio 2008     | Mount Lemmon Survey |
| 743196 | 2008 JH50                | 13 maggio 2008    | Spacewatch          |
| 743197 | 2008 JR51                | 3 maggio 2008     | Spacewatch          |
| 743198 | 2008 KY                  | 8 maggio 2008     | Spacewatch          |
| 743199 | 2008 KO2                 | 27 maggio 2008    | Spacewatch          |
| 743200 | 2008 KC7                 | 3 maggio 2008     | Mount Lemmon Survey |

## 743201–743300
| Nome   | Designazione provvisoria | Data di scoperta  | Scopritore                          |
| ------ | ------------------------ | ----------------- | ----------------------------------- |
| 743201 | 2008 KD27                | 29 marzo 2008     | Spacewatch                          |
| 743202 | 2008 KR32                | 29 maggio 2008    | Spacewatch                          |
| 743203 | 2008 KK37                | 29 maggio 2008    | Mount Lemmon Survey                 |
| 743204 | 2008 KY45                | 14 maggio 2018    | Mount Lemmon Survey                 |
| 743205 | 2008 KZ45                | 24 marzo 2015     | Spacewatch                          |
| 743206 | 2008 KS47                | 1 ottobre 2014    | Pan-STARRS                          |
| 743207 | 2008 LL6                 | 7 maggio 2008     | Spacewatch                          |
| 743208 | 2008 LE11                | 6 giugno 2008     | Spacewatch                          |
| 743209 | 2008 LM13                | 13 maggio 2008    | Mount Lemmon Survey                 |
| 743210 | 2008 LE19                | 5 febbraio 2011   | Pan-STARRS                          |
| 743211 | 2008 LQ20                | 13 agosto 2012    | Pan-STARRS                          |
| 743212 | 2008 LW20                | 13 luglio 2013    | Pan-STARRS                          |
| 743213 | 2008 MR1                 | 30 giugno 2008    | LINEAR                              |
| 743214 | 2008 MX3                 | 2 giugno 2008     | Mount Lemmon Survey                 |
| 743215 | 2008 MU5                 | 18 aprile 2015    | Mount Lemmon Survey                 |
| 743216 | 2008 NE                  | 1 luglio 2008     | R. Holmes                           |
| 743217 | 2008 OE                  | 25 luglio 2008    | SSS                                 |
| 743218 | 2008 OG1                 | 26 luglio 2008    | R. Ferrando, M. Ferrando            |
| 743219 | 2008 OS8                 | 25 luglio 2008    | SSS                                 |
| 743220 | 2008 OM27                | 26 agosto 2012    | Pan-STARRS                          |
| 743221 | 2008 OF28                | 17 marzo 2012     | Mount Lemmon Survey                 |
| 743222 | 2008 OR28                | 25 aprile 2015    | Pan-STARRS                          |
| 743223 | 2008 OC29                | 17 novembre 2014  | Pan-STARRS                          |
| 743224 | 2008 OA32                | 30 luglio 2008    | Mount Lemmon Survey                 |
| 743225 | 2008 PX5                 | 29 luglio 2008    | Mount Lemmon Survey                 |
| 743226 | 2008 PK10                | 29 luglio 2008    | Spacewatch                          |
| 743227 | 2008 PR12                | 1 agosto 2008     | F. Kugel                            |
| 743228 | 2008 PF19                | 7 agosto 2008     | Spacewatch                          |
| 743229 | 2008 PQ22                | 16 gennaio 2005   | Osservatorio di Mauna Kea           |
| 743230 | 2008 PH23                | 7 agosto 2008     | Spacewatch                          |
| 743231 | 2008 QL                  | 20 agosto 2008    | N. Teamo                            |
| 743232 | 2008 QO                  | 21 agosto 2008    | P. Kocher                           |
| 743233 | 2008 QW1                 | 24 agosto 2008    | Osservatorio astronomico di Maiorca |
| 743234 | 2008 QP7                 | 25 agosto 2008    | N. Teamo, S. F. Hönig               |
| 743235 | 2008 QK14                | 29 luglio 2008    | Spacewatch                          |
| 743236 | 2008 QW14                | 25 agosto 2008    | S. Matičič                          |
| 743237 | 2008 QY25                | 30 luglio 2008    | Spacewatch                          |
| 743238 | 2008 QU28                | 29 luglio 2008    | Spacewatch                          |
| 743239 | 2008 QO31                | 30 agosto 2008    | LINEAR                              |
| 743240 | 2008 QF33                | 29 agosto 2008    | LUSS                                |
| 743241 | 2008 QN34                | 28 agosto 2008    | A. C. Gilmore                       |
| 743242 | 2008 QN39                | 24 agosto 2008    | Spacewatch                          |
| 743243 | 2008 QO49                | 7 agosto 2008     | Spacewatch                          |
| 743244 | 2008 QU49                | 25 febbraio 2011  | Mount Lemmon Survey                 |
| 743245 | 2008 QU50                | 24 agosto 2008    | J. Skvarč                           |
| 743246 | 2008 QA51                | 21 agosto 2008    | Spacewatch                          |
| 743247 | 2008 QE51                | 21 agosto 2008    | Spacewatch                          |
| 743248 | 2008 RR1                 | 3 settembre 2008  | J. Hobart                           |
| 743249 | 2008 RD27                | 30 settembre 2003 | Spacewatch                          |
| 743250 | 2008 RG28                | 2 settembre 2008  | Osservatorio astronomico di Maiorca |
| 743251 | 2008 RN29                | 2 settembre 2008  | Spacewatch                          |
| 743252 | 2008 RV32                | 2 settembre 2008  | Spacewatch                          |
| 743253 | 2008 RD36                | 2 settembre 2008  | Spacewatch                          |
| 743254 | 2008 RH36                | 2 settembre 2008  | Spacewatch                          |
| 743255 | 2008 RE38                | 2 settembre 2008  | Spacewatch                          |
| 743256 | 2008 RJ54                | 3 settembre 2008  | Spacewatch                          |
| 743257 | 2008 RM60                | 4 settembre 2008  | Spacewatch                          |
| 743258 | 2008 RN64                | 23 agosto 2008    | Spacewatch                          |
| 743259 | 2008 RP64                | 4 settembre 2008  | Spacewatch                          |
| 743260 | 2008 RP66                | 4 settembre 2008  | Spacewatch                          |
| 743261 | 2008 RJ69                | 4 settembre 2008  | Spacewatch                          |
| 743262 | 2008 RX75                | 6 settembre 2008  | Mount Lemmon Survey                 |
| 743263 | 2008 RM79                | 1 settembre 2008  | Osservatorio astronomico di Maiorca |
| 743264 | 2008 RW81                | 4 settembre 2008  | Spacewatch                          |
| 743265 | 2008 RZ82                | 4 settembre 2008  | Spacewatch                          |
| 743266 | 2008 RR88                | 5 settembre 2008  | Spacewatch                          |
| 743267 | 2008 RX97                | 7 settembre 2008  | Mount Lemmon Survey                 |
| 743268 | 2008 RP98                | 5 settembre 2008  | Spacewatch                          |
| 743269 | 2008 RN103               | 5 settembre 2008  | Spacewatch                          |
| 743270 | 2008 RF111               | 4 settembre 2008  | Spacewatch                          |
| 743271 | 2008 RU112               | 5 settembre 2008  | Spacewatch                          |
| 743272 | 2008 RH115               | 7 settembre 2008  | Mount Lemmon Survey                 |
| 743273 | 2008 RU139               | 7 settembre 2008  | Mount Lemmon Survey                 |
| 743274 | 2008 RV150               | 6 settembre 2008  | Mount Lemmon Survey                 |
| 743275 | 2008 RX152               | 7 settembre 2008  | Mount Lemmon Survey                 |
| 743276 | 2008 RT157               | 6 settembre 2008  | Mount Lemmon Survey                 |
| 743277 | 2008 RW157               | 4 settembre 2008  | Spacewatch                          |
| 743278 | 2008 RJ161               | 8 dicembre 2014   | Pan-STARRS                          |
| 743279 | 2008 RV165               | 5 settembre 2008  | Spacewatch                          |
| 743280 | 2008 RY165               | 5 settembre 2008  | Spacewatch                          |
| 743281 | 2008 RD172               | 6 settembre 2008  | Spacewatch                          |
| 743282 | 2008 RA174               | 4 settembre 2008  | Spacewatch                          |
| 743283 | 2008 RO179               | 3 settembre 2008  | Spacewatch                          |
| 743284 | 2008 RQ179               | 11 marzo 2007     | Mount Lemmon Survey                 |
| 743285 | 2008 SB2                 | 22 settembre 2008 | N. Teamo                            |
| 743286 | 2008 SP18                | 30 luglio 2008    | Spacewatch                          |
| 743287 | 2008 SN24                | 28 settembre 2003 | Spacewatch                          |
| 743288 | 2008 ST32                | 20 settembre 2008 | Spacewatch                          |
| 743289 | 2008 SQ38                | 20 settembre 2008 | Spacewatch                          |
| 743290 | 2008 SF39                | 20 settembre 2008 | Spacewatch                          |
| 743291 | 2008 SU44                | 9 settembre 2008  | Mount Lemmon Survey                 |
| 743292 | 2008 SB48                | 4 settembre 2008  | Spacewatch                          |
| 743293 | 2008 ST51                | 20 settembre 2008 | Spacewatch                          |
| 743294 | 2008 SA53                | 2 settembre 2008  | Spacewatch                          |
| 743295 | 2008 SH59                | 20 settembre 2008 | Spacewatch                          |
| 743296 | 2008 SF72                | 22 settembre 2008 | CSS                                 |
| 743297 | 2008 SO77                | 23 settembre 2008 | Mount Lemmon Survey                 |
| 743298 | 2008 SY77                | 27 settembre 2003 | Spacewatch                          |
| 743299 | 2008 SF80                | 23 settembre 2008 | Spacewatch                          |
| 743300 | 2008 SJ86                | 20 settembre 2008 | Spacewatch                          |

## 743301–743400
| Nome   | Designazione provvisoria | Data di scoperta  | Scopritore                 |
| ------ | ------------------------ | ----------------- | -------------------------- |
| 743301 | 2008 SG96                | 21 settembre 2008 | Spacewatch                 |
| 743302 | 2008 SS96                | 9 settembre 2008  | Mount Lemmon Survey        |
| 743303 | 2008 ST119               | 16 agosto 2002    | NEAT                       |
| 743304 | 2008 SZ119               | 22 settembre 2008 | Mount Lemmon Survey        |
| 743305 | 2008 SF127               | 7 settembre 2008  | Mount Lemmon Survey        |
| 743306 | 2008 SP130               | 22 settembre 2008 | Spacewatch                 |
| 743307 | 2008 SN137               | 23 settembre 2008 | Spacewatch                 |
| 743308 | 2008 SC142               | 24 settembre 2008 | Mount Lemmon Survey        |
| 743309 | 2008 SM146               | 23 settembre 2008 | Spacewatch                 |
| 743310 | 2008 SP150               | 3 settembre 2008  | Spacewatch                 |
| 743311 | 2008 SY168               | 2 settembre 2008  | Spacewatch                 |
| 743312 | 2008 SA169               | 6 settembre 2008  | Spacewatch                 |
| 743313 | 2008 SP173               | 22 settembre 2008 | Spacewatch                 |
| 743314 | 2008 SW174               | 23 settembre 2008 | Spacewatch                 |
| 743315 | 2008 SX174               | 23 settembre 2008 | Spacewatch                 |
| 743316 | 2008 SH175               | 23 settembre 2008 | Spacewatch                 |
| 743317 | 2008 SO175               | 5 settembre 2008  | Spacewatch                 |
| 743318 | 2008 SD180               | 24 settembre 2008 | Mount Lemmon Survey        |
| 743319 | 2008 SE181               | 24 settembre 2008 | Spacewatch                 |
| 743320 | 2008 SN182               | 24 settembre 2008 | Spacewatch                 |
| 743321 | 2008 SU182               | 24 settembre 2008 | Mount Lemmon Survey        |
| 743322 | 2008 SB186               | 9 settembre 2008  | Spacewatch                 |
| 743323 | 2008 SF189               | 7 settembre 2008  | Mount Lemmon Survey        |
| 743324 | 2008 SR189               | 9 settembre 2008  | Mount Lemmon Survey        |
| 743325 | 2008 SN191               | 5 settembre 2008  | Spacewatch                 |
| 743326 | 2008 SL192               | 25 settembre 2008 | Spacewatch                 |
| 743327 | 2008 SY204               | 26 settembre 2008 | Spacewatch                 |
| 743328 | 2008 SJ208               | 27 settembre 2008 | Mount Lemmon Survey        |
| 743329 | 2008 SN210               | 28 settembre 2008 | Mount Lemmon Survey        |
| 743330 | 2008 SQ212               | 2 settembre 2008  | Spacewatch                 |
| 743331 | 2008 SJ215               | 23 gennaio 2006   | Mount Lemmon Survey        |
| 743332 | 2008 SM222               | 17 ottobre 2003   | Spacewatch                 |
| 743333 | 2008 SV231               | 28 settembre 2008 | Mount Lemmon Survey        |
| 743334 | 2008 SW239               | 21 settembre 2008 | Spacewatch                 |
| 743335 | 2008 SG242               | 25 settembre 2008 | Spacewatch                 |
| 743336 | 2008 SO244               | 7 settembre 2008  | Mount Lemmon Survey        |
| 743337 | 2008 SU252               | 9 luglio 2002     | R. Gil-Hutton, J. Licandro |
| 743338 | 2008 SC254               | 22 settembre 2008 | Spacewatch                 |
| 743339 | 2008 SC259               | 23 settembre 2008 | Spacewatch                 |
| 743340 | 2008 SM260               | 23 settembre 2008 | Spacewatch                 |
| 743341 | 2008 SP260               | 23 settembre 2008 | Spacewatch                 |
| 743342 | 2008 SU260               | 23 settembre 2008 | Mount Lemmon Survey        |
| 743343 | 2008 SY260               | 23 settembre 2008 | Mount Lemmon Survey        |
| 743344 | 2008 SW262               | 24 settembre 2008 | Spacewatch                 |
| 743345 | 2008 ST267               | 23 settembre 2008 | CSS                        |
| 743346 | 2008 SC273               | 29 settembre 2008 | Mount Lemmon Survey        |
| 743347 | 2008 SQ273               | 29 settembre 2008 | Mount Lemmon Survey        |
| 743348 | 2008 SJ275               | 23 settembre 2008 | Spacewatch                 |
| 743349 | 2008 SK276               | 23 settembre 2008 | Mount Lemmon Survey        |
| 743350 | 2008 SS276               | 24 settembre 2008 | Spacewatch                 |
| 743351 | 2008 SX281               | 24 settembre 2008 | Mount Lemmon Survey        |
| 743352 | 2008 SZ281               | 24 settembre 2008 | Mount Lemmon Survey        |
| 743353 | 2008 SA284               | 23 settembre 2008 | CSS                        |
| 743354 | 2008 SB286               | 22 settembre 2008 | Mount Lemmon Survey        |
| 743355 | 2008 SB290               | 28 settembre 2008 | Mount Lemmon Survey        |
| 743356 | 2008 SC290               | 28 settembre 2008 | Mount Lemmon Survey        |
| 743357 | 2008 SQ296               | 29 settembre 2008 | CSS                        |
| 743358 | 2008 SG312               | 24 settembre 2008 | Mount Lemmon Survey        |
| 743359 | 2008 SW312               | 23 settembre 2008 | Spacewatch                 |
| 743360 | 2008 SZ312               | 23 settembre 2008 | Spacewatch                 |
| 743361 | 2008 SU313               | 24 settembre 2008 | Mount Lemmon Survey        |
| 743362 | 2008 SB316               | 27 settembre 2008 | Mount Lemmon Survey        |
| 743363 | 2008 SO317               | 16 settembre 2012 | Spacewatch                 |
| 743364 | 2008 SM318               | 25 settembre 2008 | Spacewatch                 |
| 743365 | 2008 SO318               | 23 settembre 2008 | Spacewatch                 |
| 743366 | 2008 SB319               | 23 settembre 2008 | Mount Lemmon Survey        |
| 743367 | 2008 SH319               | 22 settembre 2008 | Spacewatch                 |
| 743368 | 2008 SP319               | 24 settembre 2008 | Mount Lemmon Survey        |
| 743369 | 2008 SX319               | 23 settembre 2008 | Mount Lemmon Survey        |
| 743370 | 2008 SB320               | 25 settembre 2008 | Mount Lemmon Survey        |
| 743371 | 2008 SG320               | 23 settembre 2008 | Spacewatch                 |
| 743372 | 2008 SV320               | 27 settembre 2008 | Mount Lemmon Survey        |
| 743373 | 2008 SK321               | 25 settembre 2008 | Spacewatch                 |
| 743374 | 2008 SQ321               | 23 settembre 2008 | Mount Lemmon Survey        |
| 743375 | 2008 ST321               | 13 marzo 2011     | Spacewatch                 |
| 743376 | 2008 SC322               | 24 settembre 2008 | Spacewatch                 |
| 743377 | 2008 SZ323               | 21 febbraio 2017  | Pan-STARRS                 |
| 743378 | 2008 SF324               | 10 dicembre 2014  | Mount Lemmon Survey        |
| 743379 | 2008 SH325               | 21 maggio 2018    | Pan-STARRS                 |
| 743380 | 2008 SN326               | 25 settembre 2008 | Spacewatch                 |
| 743381 | 2008 SP326               | 12 gennaio 2010   | Spacewatch                 |
| 743382 | 2008 SF327               | 20 maggio 2018    | Pan-STARRS                 |
| 743383 | 2008 SA328               | 23 settembre 2008 | Spacewatch                 |
| 743384 | 2008 SV328               | 23 settembre 2008 | Mount Lemmon Survey        |
| 743385 | 2008 SL329               | 29 novembre 2013  | Spacewatch                 |
| 743386 | 2008 SP329               | 18 novembre 2009  | Mount Lemmon Survey        |
| 743387 | 2008 SU331               | 29 settembre 2008 | Mount Lemmon Survey        |
| 743388 | 2008 SG332               | 14 aprile 2011    | Mount Lemmon Survey        |
| 743389 | 2008 SX333               | 24 marzo 2015     | Mount Lemmon Survey        |
| 743390 | 2008 SY334               | 29 settembre 2008 | Mount Lemmon Survey        |
| 743391 | 2008 SD339               | 24 settembre 2008 | Mount Lemmon Survey        |
| 743392 | 2008 SW340               | 29 settembre 2008 | Mount Lemmon Survey        |
| 743393 | 2008 SS341               | 22 settembre 2008 | Spacewatch                 |
| 743394 | 2008 SK343               | 22 settembre 2008 | Spacewatch                 |
| 743395 | 2008 SQ345               | 25 settembre 2008 | Spacewatch                 |
| 743396 | 2008 SD349               | 29 settembre 2008 | Mount Lemmon Survey        |
| 743397 | 2008 SA350               | 28 settembre 2008 | Mount Lemmon Survey        |
| 743398 | 2008 SB354               | 27 settembre 2008 | Mount Lemmon Survey        |
| 743399 | 2008 TV2                 | 4 ottobre 2008    | R. Ferrando, M. Ferrando   |
| 743400 | 2008 TN3                 | 5 ottobre 2008    | R. Apitzsch                |

## 743401–743500
| Nome   | Designazione provvisoria | Data di scoperta  | Scopritore          |
| ------ | ------------------------ | ----------------- | ------------------- |
| 743401 | 2008 TF11                | 24 settembre 2008 | Spacewatch          |
| 743402 | 2008 TK17                | 1 ottobre 2008    | Mount Lemmon Survey |
| 743403 | 2008 TO17                | 1 ottobre 2008    | Mount Lemmon Survey |
| 743404 | 2008 TU20                | 1 ottobre 2008    | Mount Lemmon Survey |
| 743405 | 2008 TG21                | 1 ottobre 2008    | Mount Lemmon Survey |
| 743406 | 2008 TJ22                | 1 ottobre 2008    | Spacewatch          |
| 743407 | 2008 TW25                | 21 settembre 2008 | Spacewatch          |
| 743408 | 2008 TV26                | 9 ottobre 2008    | Spacewatch          |
| 743409 | 2008 TO28                | 1 ottobre 2008    | Mount Lemmon Survey |
| 743410 | 2008 TV30                | 1 ottobre 2008    | Spacewatch          |
| 743411 | 2008 TS33                | 24 settembre 2008 | Spacewatch          |
| 743412 | 2008 TE35                | 10 settembre 2008 | Spacewatch          |
| 743413 | 2008 TL36                | 2 settembre 2008  | Spacewatch          |
| 743414 | 2008 TP39                | 22 settembre 2008 | Spacewatch          |
| 743415 | 2008 TU44                | 1 ottobre 2008    | Mount Lemmon Survey |
| 743416 | 2008 TM46                | 1 ottobre 2008    | Spacewatch          |
| 743417 | 2008 TS52                | 24 settembre 2008 | Spacewatch          |
| 743418 | 2008 TU60                | 10 ottobre 2004   | Spacewatch          |
| 743419 | 2008 TB65                | 23 settembre 2008 | CSS                 |
| 743420 | 2008 TZ73                | 2 ottobre 2008    | Spacewatch          |
| 743421 | 2008 TT75                | 2 ottobre 2008    | Spacewatch          |
| 743422 | 2008 TN76                | 2 ottobre 2008    | Mount Lemmon Survey |
| 743423 | 2008 TO77                | 2 settembre 2008  | Spacewatch          |
| 743424 | 2008 TR78                | 2 settembre 2008  | Spacewatch          |
| 743425 | 2008 TS78                | 24 settembre 2008 | Spacewatch          |
| 743426 | 2008 TO86                | 4 settembre 2008  | Spacewatch          |
| 743427 | 2008 TK91                | 10 settembre 2008 | Spacewatch          |
| 743428 | 2008 TC93                | 8 ottobre 2008    | Spacewatch          |
| 743429 | 2008 TL93                | 23 settembre 2008 | Mount Lemmon Survey |
| 743430 | 2008 TF96                | 6 ottobre 2008    | Spacewatch          |
| 743431 | 2008 TZ97                | 6 ottobre 2008    | Spacewatch          |
| 743432 | 2008 TW101               | 24 settembre 2008 | Spacewatch          |
| 743433 | 2008 TV103               | 22 settembre 2008 | Spacewatch          |
| 743434 | 2008 TE106               | 22 settembre 2008 | Spacewatch          |
| 743435 | 2008 TJ106               | 22 settembre 2008 | Mount Lemmon Survey |
| 743436 | 2008 TL109               | 23 settembre 2008 | Mount Lemmon Survey |
| 743437 | 2008 TJ110               | 26 settembre 2008 | R. Holmes           |
| 743438 | 2008 TF122               | 7 ottobre 2008    | CSS                 |
| 743439 | 2008 TS126               | 22 settembre 2008 | Spacewatch          |
| 743440 | 2008 TL127               | 23 settembre 2008 | Spacewatch          |
| 743441 | 2008 TB128               | 8 ottobre 2008    | Mount Lemmon Survey |
| 743442 | 2008 TW128               | 8 ottobre 2008    | Mount Lemmon Survey |
| 743443 | 2008 TC129               | 23 settembre 2008 | Spacewatch          |
| 743444 | 2008 TJ129               | 8 ottobre 2008    | Mount Lemmon Survey |
| 743445 | 2008 TC132               | 23 settembre 2008 | Spacewatch          |
| 743446 | 2008 TT133               | 23 settembre 2008 | Mount Lemmon Survey |
| 743447 | 2008 TQ138               | 23 settembre 2008 | Spacewatch          |
| 743448 | 2008 TM139               | 23 settembre 2008 | Spacewatch          |
| 743449 | 2008 TE141               | 23 settembre 2008 | Mount Lemmon Survey |
| 743450 | 2008 TD147               | 23 settembre 2008 | Mount Lemmon Survey |
| 743451 | 2008 TY147               | 3 settembre 2008  | Spacewatch          |
| 743452 | 2008 TM155               | 9 ottobre 2008    | Mount Lemmon Survey |
| 743453 | 2008 TC159               | 11 maggio 2007    | Mount Lemmon Survey |
| 743454 | 2008 TO159               | 9 ottobre 2008    | Mount Lemmon Survey |
| 743455 | 2008 TU160               | 2 ottobre 2008    | Spacewatch          |
| 743456 | 2008 TA163               | 1 ottobre 2008    | Spacewatch          |
| 743457 | 2008 TN164               | 1 ottobre 2008    | Spacewatch          |
| 743458 | 2008 TD165               | 2 ottobre 2008    | Spacewatch          |
| 743459 | 2008 TO165               | 2 ottobre 2008    | Mount Lemmon Survey |
| 743460 | 2008 TK168               | 1 ottobre 2008    | Spacewatch          |
| 743461 | 2008 TZ168               | 7 maggio 2006     | Mount Lemmon Survey |
| 743462 | 2008 TS185               | 6 ottobre 2008    | Mount Lemmon Survey |
| 743463 | 2008 TA188               | 9 ottobre 2008    | Spacewatch          |
| 743464 | 2008 TX191               | 2 ottobre 2008    | Mount Lemmon Survey |
| 743465 | 2008 TG193               | 6 ottobre 2008    | Mount Lemmon Survey |
| 743466 | 2008 TH194               | 22 febbraio 2014  | CSS                 |
| 743467 | 2008 TL195               | 10 ottobre 2008   | Mount Lemmon Survey |
| 743468 | 2008 TS195               | 10 ottobre 2008   | Mount Lemmon Survey |
| 743469 | 2008 TW195               | 9 ottobre 2008    | Mount Lemmon Survey |
| 743470 | 2008 TC196               | 3 ottobre 2008    | Mount Lemmon Survey |
| 743471 | 2008 TF196               | 9 novembre 2013   | Mount Lemmon Survey |
| 743472 | 2008 TR196               | 8 ottobre 2008    | Mount Lemmon Survey |
| 743473 | 2008 TC197               | 9 ottobre 2008    | Spacewatch          |
| 743474 | 2008 TX197               | 6 ottobre 2008    | Spacewatch          |
| 743475 | 2008 TB198               | 12 agosto 2012    | L. Elenin           |
| 743476 | 2008 TG200               | 8 ottobre 2008    | Mount Lemmon Survey |
| 743477 | 2008 TQ200               | 2 ottobre 2008    | Spacewatch          |
| 743478 | 2008 TR200               | 21 novembre 2014  | Mount Lemmon Survey |
| 743479 | 2008 TS200               | 1 ottobre 2008    | Mount Lemmon Survey |
| 743480 | 2008 TV201               | 10 ottobre 2008   | Mount Lemmon Survey |
| 743481 | 2008 TB204               | 6 ottobre 2008    | Mount Lemmon Survey |
| 743482 | 2008 TL204               | 6 ottobre 2008    | Spacewatch          |
| 743483 | 2008 TM204               | 7 ottobre 2008    | Spacewatch          |
| 743484 | 2008 TT204               | 8 ottobre 2008    | Spacewatch          |
| 743485 | 2008 TA205               | 12 giugno 2015    | Mount Lemmon Survey |
| 743486 | 2008 TK205               | 7 ottobre 2008    | Mount Lemmon Survey |
| 743487 | 2008 TW206               | 10 ottobre 2012   | Mount Lemmon Survey |
| 743488 | 2008 TT207               | 6 ottobre 2008    | Mount Lemmon Survey |
| 743489 | 2008 TZ207               | 18 aprile 2015    | Pan-STARRS          |
| 743490 | 2008 TJ208               | 27 novembre 2014  | Pan-STARRS          |
| 743491 | 2008 TQ211               | 10 ottobre 2008   | Mount Lemmon Survey |
| 743492 | 2008 TG212               | 27 dicembre 2013  | Mount Lemmon Survey |
| 743493 | 2008 TE213               | 6 ottobre 2008    | Mount Lemmon Survey |
| 743494 | 2008 TN214               | 1 ottobre 2008    | Spacewatch          |
| 743495 | 2008 TO214               | 3 ottobre 2008    | Spacewatch          |
| 743496 | 2008 TZ216               | 10 ottobre 2008   | Mount Lemmon Survey |
| 743497 | 2008 TA217               | 10 ottobre 2008   | Mount Lemmon Survey |
| 743498 | 2008 TG221               | 8 ottobre 2008    | Mount Lemmon Survey |
| 743499 | 2008 TP221               | 7 settembre 2008  | Mount Lemmon Survey |
| 743500 | 2008 TJ222               | 8 ottobre 2008    | CSS                 |

## 743501–743600
| Nome   | Designazione provvisoria | Data di scoperta  | Scopritore                          |
| ------ | ------------------------ | ----------------- | ----------------------------------- |
| 743501 | 2008 TU222               | 6 ottobre 2008    | Spacewatch                          |
| 743502 | 2008 TG224               | 6 ottobre 2008    | Osservatorio astronomico di Maiorca |
| 743503 | 2008 TN226               | 7 ottobre 2008    | Mount Lemmon Survey                 |
| 743504 | 2008 TO226               | 1 ottobre 2008    | Mount Lemmon Survey                 |
| 743505 | 2008 UB2                 | 6 settembre 2008  | CSS                                 |
| 743506 | 2008 UU6                 | 6 ottobre 2008    | Spacewatch                          |
| 743507 | 2008 UQ7                 | 31 luglio 2008    | Mount Lemmon Survey                 |
| 743508 | 2008 UE11                | 2 settembre 2008  | Spacewatch                          |
| 743509 | 2008 UN13                | 2 settembre 2008  | Spacewatch                          |
| 743510 | 2008 UJ28                | 20 ottobre 2008   | Spacewatch                          |
| 743511 | 2008 UM32                | 6 ottobre 2008    | Mount Lemmon Survey                 |
| 743512 | 2008 UW35                | 20 settembre 2008 | Spacewatch                          |
| 743513 | 2008 UZ41                | 20 ottobre 2008   | Spacewatch                          |
| 743514 | 2008 UG43                | 20 ottobre 2008   | Mount Lemmon Survey                 |
| 743515 | 2008 UW45                | 20 settembre 2008 | Spacewatch                          |
| 743516 | 2008 UU51                | 20 ottobre 2008   | Spacewatch                          |
| 743517 | 2008 UF53                | 20 ottobre 2008   | Spacewatch                          |
| 743518 | 2008 US53                | 20 ottobre 2008   | Spacewatch                          |
| 743519 | 2008 UJ55                | 24 settembre 2008 | Spacewatch                          |
| 743520 | 2008 UV56                | 22 settembre 2008 | Mount Lemmon Survey                 |
| 743521 | 2008 UV60                | 21 ottobre 2008   | Spacewatch                          |
| 743522 | 2008 UK65                | 21 ottobre 2008   | Spacewatch                          |
| 743523 | 2008 UE75                | 22 settembre 2008 | Mount Lemmon Survey                 |
| 743524 | 2008 UY76                | 21 ottobre 2008   | Spacewatch                          |
| 743525 | 2008 UN82                | 21 settembre 2008 | CSS                                 |
| 743526 | 2008 UP84                | 23 ottobre 2008   | Spacewatch                          |
| 743527 | 2008 UR90                | 23 settembre 2008 | Spacewatch                          |
| 743528 | 2008 UF91                | 25 settembre 2008 | Mount Lemmon Survey                 |
| 743529 | 2008 UG92                | 1 ottobre 2008    | CSS                                 |
| 743530 | 2008 UJ96                | 21 settembre 2008 | Spacewatch                          |
| 743531 | 2008 UZ105               | 2 settembre 2008  | Spacewatch                          |
| 743532 | 2008 UR111               | 22 ottobre 2008   | Spacewatch                          |
| 743533 | 2008 US111               | 22 ottobre 2008   | Spacewatch                          |
| 743534 | 2008 UA113               | 1 ottobre 2008    | Mount Lemmon Survey                 |
| 743535 | 2008 UF118               | 22 ottobre 2008   | Spacewatch                          |
| 743536 | 2008 UU119               | 22 ottobre 2008   | Spacewatch                          |
| 743537 | 2008 UA126               | 22 ottobre 2008   | Spacewatch                          |
| 743538 | 2008 UG128               | 22 ottobre 2008   | Spacewatch                          |
| 743539 | 2008 UM130               | 23 ottobre 2008   | Spacewatch                          |
| 743540 | 2008 UK133               | 23 ottobre 2008   | Spacewatch                          |
| 743541 | 2008 UN133               | 23 ottobre 2008   | Spacewatch                          |
| 743542 | 2008 UF140               | 23 ottobre 2008   | Spacewatch                          |
| 743543 | 2008 UK140               | 23 ottobre 2008   | Spacewatch                          |
| 743544 | 2008 UY140               | 23 ottobre 2008   | Spacewatch                          |
| 743545 | 2008 UE142               | 23 ottobre 2008   | Spacewatch                          |
| 743546 | 2008 UZ143               | 22 settembre 2008 | Mount Lemmon Survey                 |
| 743547 | 2008 UV144               | 23 ottobre 2008   | Spacewatch                          |
| 743548 | 2008 UZ144               | 23 ottobre 2008   | Spacewatch                          |
| 743549 | 2008 UX145               | 23 ottobre 2008   | Spacewatch                          |
| 743550 | 2008 UA153               | 23 settembre 2008 | Spacewatch                          |
| 743551 | 2008 UL158               | 23 ottobre 2008   | Spacewatch                          |
| 743552 | 2008 UY159               | 23 ottobre 2008   | Spacewatch                          |
| 743553 | 2008 UW166               | 24 ottobre 2008   | Spacewatch                          |
| 743554 | 2008 UZ167               | 24 ottobre 2008   | Spacewatch                          |
| 743555 | 2008 UY170               | 24 ottobre 2008   | Spacewatch                          |
| 743556 | 2008 UM173               | 24 ottobre 2008   | Spacewatch                          |
| 743557 | 2008 US174               | 23 settembre 2008 | Spacewatch                          |
| 743558 | 2008 UY174               | 24 ottobre 2008   | Spacewatch                          |
| 743559 | 2008 UW175               | 24 ottobre 2008   | Mount Lemmon Survey                 |
| 743560 | 2008 UN178               | 21 settembre 2008 | Spacewatch                          |
| 743561 | 2008 UV189               | 1 ottobre 2008    | Mount Lemmon Survey                 |
| 743562 | 2008 UH194               | 26 ottobre 2008   | Spacewatch                          |
| 743563 | 2008 UP197               | 27 ottobre 2008   | Spacewatch                          |
| 743564 | 2008 UO198               | 25 settembre 2008 | Spacewatch                          |
| 743565 | 2008 UW198               | 27 ottobre 2008   | LINEAR                              |
| 743566 | 2008 UV201               | 25 settembre 2008 | Mount Lemmon Survey                 |
| 743567 | 2008 UN211               | 22 settembre 2008 | Spacewatch                          |
| 743568 | 2008 UE213               | 10 ottobre 2008   | Mount Lemmon Survey                 |
| 743569 | 2008 UR213               | 24 ottobre 2008   | CSS                                 |
| 743570 | 2008 UD218               | 25 ottobre 2008   | Spacewatch                          |
| 743571 | 2008 UJ222               | 21 ottobre 2008   | Spacewatch                          |
| 743572 | 2008 UU230               | 29 settembre 2003 | Spacewatch                          |
| 743573 | 2008 UX231               | 22 settembre 2008 | Spacewatch                          |
| 743574 | 2008 UX232               | 26 ottobre 2008   | Mount Lemmon Survey                 |
| 743575 | 2008 UK234               | 26 ottobre 2008   | Spacewatch                          |
| 743576 | 2008 UM234               | 26 ottobre 2008   | Spacewatch                          |
| 743577 | 2008 UW237               | 26 ottobre 2008   | Spacewatch                          |
| 743578 | 2008 UZ242               | 26 ottobre 2008   | Spacewatch                          |
| 743579 | 2008 UO243               | 26 ottobre 2008   | Spacewatch                          |
| 743580 | 2008 UX243               | 26 ottobre 2008   | Spacewatch                          |
| 743581 | 2008 UB247               | 26 ottobre 2008   | Spacewatch                          |
| 743582 | 2008 UM247               | 7 settembre 2008  | Mount Lemmon Survey                 |
| 743583 | 2008 UR249               | 8 ottobre 2008    | Spacewatch                          |
| 743584 | 2008 UE250               | 1 ottobre 2008    | Spacewatch                          |
| 743585 | 2008 UB255               | 21 settembre 2008 | CSS                                 |
| 743586 | 2008 UG258               | 27 ottobre 2008   | Spacewatch                          |
| 743587 | 2008 US261               | 27 ottobre 2008   | Spacewatch                          |
| 743588 | 2008 UV264               | 28 ottobre 2008   | Spacewatch                          |
| 743589 | 2008 UE266               | 28 ottobre 2008   | Spacewatch                          |
| 743590 | 2008 UF266               | 9 ottobre 2008    | Spacewatch                          |
| 743591 | 2008 UL266               | 28 ottobre 2008   | Spacewatch                          |
| 743592 | 2008 UN267               | 10 ottobre 2008   | Mount Lemmon Survey                 |
| 743593 | 2008 UO268               | 28 ottobre 2008   | Spacewatch                          |
| 743594 | 2008 UY272               | 28 ottobre 2008   | Spacewatch                          |
| 743595 | 2008 UZ272               | 20 ottobre 2008   | Spacewatch                          |
| 743596 | 2008 UN273               | 28 ottobre 2008   | Spacewatch                          |
| 743597 | 2008 UB274               | 28 ottobre 2008   | Spacewatch                          |
| 743598 | 2008 UA279               | 29 settembre 2008 | Spacewatch                          |
| 743599 | 2008 UG280               | 29 settembre 2008 | Spacewatch                          |
| 743600 | 2008 UB282               | 28 ottobre 2008   | Spacewatch                          |

## 743601–743700
| Nome   | Designazione provvisoria | Data di scoperta  | Scopritore          |
| ------ | ------------------------ | ----------------- | ------------------- |
| 743601 | 2008 UD282               | 28 ottobre 2008   | Spacewatch          |
| 743602 | 2008 UG283               | 20 ottobre 2008   | Spacewatch          |
| 743603 | 2008 UR283               | 29 settembre 2008 | Spacewatch          |
| 743604 | 2008 UN284               | 20 ottobre 2008   | Spacewatch          |
| 743605 | 2008 UT284               | 28 ottobre 2008   | Mount Lemmon Survey |
| 743606 | 2008 UJ290               | 28 ottobre 2008   | Spacewatch          |
| 743607 | 2008 UO295               | 21 ottobre 2008   | Spacewatch          |
| 743608 | 2008 UE297               | 29 ottobre 2008   | Mount Lemmon Survey |
| 743609 | 2008 UR301               | 29 ottobre 2008   | Spacewatch          |
| 743610 | 2008 UK302               | 29 ottobre 2008   | Spacewatch          |
| 743611 | 2008 UY302               | 21 ottobre 2008   | Spacewatch          |
| 743612 | 2008 UH303               | 29 ottobre 2008   | Spacewatch          |
| 743613 | 2008 UH304               | 29 ottobre 2008   | Spacewatch          |
| 743614 | 2008 UV307               | 22 ottobre 2008   | Spacewatch          |
| 743615 | 2008 UA312               | 30 ottobre 2008   | Spacewatch          |
| 743616 | 2008 UN313               | 30 ottobre 2008   | CSS                 |
| 743617 | 2008 UQ313               | 30 ottobre 2008   | CSS                 |
| 743618 | 2008 UP315               | 10 ottobre 2008   | CSS                 |
| 743619 | 2008 UZ318               | 31 ottobre 2008   | Mount Lemmon Survey |
| 743620 | 2008 UN321               | 8 ottobre 2008    | Mount Lemmon Survey |
| 743621 | 2008 UU321               | 22 ottobre 2008   | Spacewatch          |
| 743622 | 2008 UL327               | 22 ottobre 2008   | Spacewatch          |
| 743623 | 2008 UQ330               | 23 ottobre 2008   | Spacewatch          |
| 743624 | 2008 UQ333               | 20 ottobre 2008   | Mount Lemmon Survey |
| 743625 | 2008 UL335               | 24 ottobre 2008   | Spacewatch          |
| 743626 | 2008 UH336               | 21 ottobre 2008   | Spacewatch          |
| 743627 | 2008 UK337               | 23 ottobre 2008   | Spacewatch          |
| 743628 | 2008 UH338               | 21 ottobre 2008   | Mount Lemmon Survey |
| 743629 | 2008 UF341               | 25 ottobre 2008   | CSS                 |
| 743630 | 2008 UC344               | 26 ottobre 2008   | Spacewatch          |
| 743631 | 2008 UU347               | 23 ottobre 2008   | Spacewatch          |
| 743632 | 2008 UY349               | 29 ottobre 2008   | Spacewatch          |
| 743633 | 2008 UF350               | 31 ottobre 2008   | Spacewatch          |
| 743634 | 2008 UE351               | 27 ottobre 2008   | Spacewatch          |
| 743635 | 2008 UT352               | 26 ottobre 2008   | Spacewatch          |
| 743636 | 2008 UC354               | 23 ottobre 2008   | Mount Lemmon Survey |
| 743637 | 2008 UP356               | 23 ottobre 2008   | Spacewatch          |
| 743638 | 2008 UM363               | 26 ottobre 2008   | CSS                 |
| 743639 | 2008 UY374               | 24 ottobre 2008   | Spacewatch          |
| 743640 | 2008 UV375               | 21 ottobre 2008   | Mount Lemmon Survey |
| 743641 | 2008 UT376               | 25 ottobre 2008   | Spacewatch          |
| 743642 | 2008 UV377               | 18 febbraio 2010  | Spacewatch          |
| 743643 | 2008 UY377               | 12 ottobre 2016   | Mount Lemmon Survey |
| 743644 | 2008 UF380               | 24 ottobre 2008   | Spacewatch          |
| 743645 | 2008 UV381               | 29 ottobre 2008   | Spacewatch          |
| 743646 | 2008 UV382               | 29 ottobre 2008   | Spacewatch          |
| 743647 | 2008 UG383               | 24 settembre 2012 | Mount Lemmon Survey |
| 743648 | 2008 UW383               | 21 maggio 2011    | Pan-STARRS          |
| 743649 | 2008 UA385               | 24 ottobre 2008   | Spacewatch          |
| 743650 | 2008 UJ385               | 21 ottobre 2008   | Mount Lemmon Survey |
| 743651 | 2008 UA387               | 10 settembre 2013 | Pan-STARRS          |
| 743652 | 2008 UR387               | 29 ottobre 2008   | Spacewatch          |
| 743653 | 2008 UZ388               | 27 ottobre 2008   | Mount Lemmon Survey |
| 743654 | 2008 UC389               | 1 febbraio 2017   | Mount Lemmon Survey |
| 743655 | 2008 UH389               | 6 marzo 2016      | Pan-STARRS          |
| 743656 | 2008 UL391               | 29 ottobre 2008   | Spacewatch          |
| 743657 | 2008 UC393               | 24 ottobre 2008   | Spacewatch          |
| 743658 | 2008 UU393               | 14 settembre 2013 | Pan-STARRS          |
| 743659 | 2008 UV393               | 15 gennaio 2015   | Pan-STARRS          |
| 743660 | 2008 US395               | 31 ottobre 2008   | Spacewatch          |
| 743661 | 2008 UU395               | 23 giugno 2015    | Pan-STARRS          |
| 743662 | 2008 UM396               | 10 gennaio 2014   | Spacewatch          |
| 743663 | 2008 UX397               | 28 ottobre 2008   | Spacewatch          |
| 743664 | 2008 UU399               | 22 ottobre 2008   | Spacewatch          |
| 743665 | 2008 UD400               | 24 ottobre 2008   | CSS                 |
| 743666 | 2008 UH400               | 28 ottobre 2008   | Spacewatch          |
| 743667 | 2008 UN403               | 30 ottobre 2008   | Spacewatch          |
| 743668 | 2008 UR404               | 23 ottobre 2008   | Spacewatch          |
| 743669 | 2008 UX407               | 25 ottobre 2008   | Spacewatch          |
| 743670 | 2008 UF413               | 21 ottobre 2008   | Spacewatch          |
| 743671 | 2008 US413               | 20 ottobre 2008   | Mount Lemmon Survey |
| 743672 | 2008 UL414               | 26 ottobre 2008   | Spacewatch          |
| 743673 | 2008 UJ422               | 28 ottobre 2008   | Spacewatch          |
| 743674 | 2008 VQ5                 | 1 novembre 2008   | Mount Lemmon Survey |
| 743675 | 2008 VE7                 | 1 ottobre 2008    | Mount Lemmon Survey |
| 743676 | 2008 VS12                | 6 ottobre 2008    | CSS                 |
| 743677 | 2008 VY14                | 2 novembre 2008   | Spacewatch          |
| 743678 | 2008 VM20                | 1 novembre 2008   | Mount Lemmon Survey |
| 743679 | 2008 VS20                | 1 novembre 2008   | Mount Lemmon Survey |
| 743680 | 2008 VV21                | 1 novembre 2008   | Mount Lemmon Survey |
| 743681 | 2008 VV24                | 1 novembre 2008   | Spacewatch          |
| 743682 | 2008 VZ27                | 9 settembre 2008  | Mount Lemmon Survey |
| 743683 | 2008 VU32                | 2 novembre 2008   | Mount Lemmon Survey |
| 743684 | 2008 VA34                | 2 novembre 2008   | Mount Lemmon Survey |
| 743685 | 2008 VJ35                | 2 novembre 2008   | Mount Lemmon Survey |
| 743686 | 2008 VB36                | 6 ottobre 2008    | Mount Lemmon Survey |
| 743687 | 2008 VT37                | 2 novembre 2008   | Mount Lemmon Survey |
| 743688 | 2008 VS39                | 25 ottobre 2008   | Spacewatch          |
| 743689 | 2008 VL45                | 3 novembre 2008   | Mount Lemmon Survey |
| 743690 | 2008 VQ47                | 3 novembre 2008   | Mount Lemmon Survey |
| 743691 | 2008 VB48                | 3 novembre 2008   | Mount Lemmon Survey |
| 743692 | 2008 VE48                | 3 novembre 2008   | Mount Lemmon Survey |
| 743693 | 2008 VG49                | 8 aprile 2002     | Spacewatch          |
| 743694 | 2008 VU49                | 23 settembre 2008 | Spacewatch          |
| 743695 | 2008 VK50                | 7 settembre 2008  | Mount Lemmon Survey |
| 743696 | 2008 VM50                | 24 settembre 2008 | Spacewatch          |
| 743697 | 2008 VW51                | 28 settembre 2008 | Mount Lemmon Survey |
| 743698 | 2008 VD55                | 24 ottobre 2008   | Mount Lemmon Survey |
| 743699 | 2008 VW58                | 9 settembre 2008  | Mount Lemmon Survey |
| 743700 | 2008 VT60                | 8 novembre 2008   | Mount Lemmon Survey |

## 743701–743800
| Nome   | Designazione provvisoria | Data di scoperta  | Scopritore                   |
| ------ | ------------------------ | ----------------- | ---------------------------- |
| 743701 | 2008 VX61                | 6 ottobre 2008    | Mount Lemmon Survey          |
| 743702 | 2008 VC63                | 23 ottobre 2008   | Spacewatch                   |
| 743703 | 2008 VT63                | 8 novembre 2008   | Mount Lemmon Survey          |
| 743704 | 2008 VK65                | 25 ottobre 2008   | Spacewatch                   |
| 743705 | 2008 VG66                | 1 novembre 2008   | Spacewatch                   |
| 743706 | 2008 VY67                | 6 novembre 2008   | Mount Lemmon Survey          |
| 743707 | 2008 VM75                | 21 settembre 2008 | Mount Lemmon Survey          |
| 743708 | 2008 VK77                | 26 ottobre 2016   | Mount Lemmon Survey          |
| 743709 | 2008 VR79                | 9 novembre 2008   | Spacewatch                   |
| 743710 | 2008 VZ79                | 7 novembre 2008   | Mount Lemmon Survey          |
| 743711 | 2008 VH81                | 13 gennaio 2015   | Pan-STARRS                   |
| 743712 | 2008 VN82                | 8 novembre 2008   | Spacewatch                   |
| 743713 | 2008 VM83                | 1 novembre 2008   | Mount Lemmon Survey          |
| 743714 | 2008 VV83                | 1 novembre 2008   | Spacewatch                   |
| 743715 | 2008 VN84                | 9 ottobre 2013    | M. Schwartz, P. R. Holvorcem |
| 743716 | 2008 VD85                | 9 novembre 2008   | Mount Lemmon Survey          |
| 743717 | 2008 VF85                | 26 febbraio 2014  | Pan-STARRS                   |
| 743718 | 2008 VJ85                | 6 novembre 2008   | Mount Lemmon Survey          |
| 743719 | 2008 VP85                | 2 aprile 2014     | Mount Lemmon Survey          |
| 743720 | 2008 VA86                | 6 novembre 2008   | Mount Lemmon Survey          |
| 743721 | 2008 VD86                | 29 ottobre 2008   | Spacewatch                   |
| 743722 | 2008 VR86                | 2 novembre 2008   | Mount Lemmon Survey          |
| 743723 | 2008 VB87                | 6 novembre 2008   | Spacewatch                   |
| 743724 | 2008 VE87                | 7 novembre 2008   | Mount Lemmon Survey          |
| 743725 | 2008 VE88                | 7 novembre 2008   | Mount Lemmon Survey          |
| 743726 | 2008 VN88                | 29 settembre 2008 | Mount Lemmon Survey          |
| 743727 | 2008 VQ88                | 8 novembre 2008   | Mount Lemmon Survey          |
| 743728 | 2008 VE89                | 2 novembre 2008   | Mount Lemmon Survey          |
| 743729 | 2008 VN89                | 23 aprile 2014    | Mount Lemmon Survey          |
| 743730 | 2008 VR89                | 27 ottobre 2008   | Mount Lemmon Survey          |
| 743731 | 2008 VY89                | 24 settembre 2013 | Spacewatch                   |
| 743732 | 2008 VM90                | 3 febbraio 2016   | Pan-STARRS                   |
| 743733 | 2008 VS90                | 17 gennaio 2016   | Pan-STARRS                   |
| 743734 | 2008 VX90                | 6 settembre 2013  | Mount Lemmon Survey          |
| 743735 | 2008 VB91                | 6 novembre 2008   | Mount Lemmon Survey          |
| 743736 | 2008 VC91                | 6 settembre 2013  | Mount Lemmon Survey          |
| 743737 | 2008 VS91                | 5 settembre 2013  | Spacewatch                   |
| 743738 | 2008 VW91                | 23 novembre 2014  | Pan-STARRS                   |
| 743739 | 2008 VL92                | 17 marzo 2016     | Mount Lemmon Survey          |
| 743740 | 2008 VU92                | 18 ottobre 2012   | Pan-STARRS                   |
| 743741 | 2008 VZ92                | 29 novembre 2014  | Spacewatch                   |
| 743742 | 2008 VB93                | 15 giugno 2018    | Pan-STARRS                   |
| 743743 | 2008 VM93                | 2 ottobre 2008    | Mount Lemmon Survey          |
| 743744 | 2008 VR94                | 2 novembre 2008   | Mount Lemmon Survey          |
| 743745 | 2008 VP95                | 15 gennaio 2015   | Pan-STARRS                   |
| 743746 | 2008 VM96                | 10 settembre 2016 | Mount Lemmon Survey          |
| 743747 | 2008 VV96                | 14 settembre 2013 | Pan-STARRS                   |
| 743748 | 2008 VP98                | 7 novembre 2008   | Mount Lemmon Survey          |
| 743749 | 2008 VZ98                | 24 settembre 2008 | Spacewatch                   |
| 743750 | 2008 VU100               | 1 novembre 2008   | Mount Lemmon Survey          |
| 743751 | 2008 VX100               | 7 novembre 2008   | Mount Lemmon Survey          |
| 743752 | 2008 VZ100               | 6 novembre 2008   | Mount Lemmon Survey          |
| 743753 | 2008 VC101               | 8 novembre 2008   | Spacewatch                   |
| 743754 | 2008 VO102               | 1 novembre 2008   | Mount Lemmon Survey          |
| 743755 | 2008 VV103               | 7 novembre 2008   | Mount Lemmon Survey          |
| 743756 | 2008 VX109               | 8 novembre 2008   | Spacewatch                   |
| 743757 | 2008 WM11                | 24 ottobre 2008   | Spacewatch                   |
| 743758 | 2008 WV15                | 9 ottobre 2008    | Spacewatch                   |
| 743759 | 2008 WX16                | 8 novembre 2008   | Spacewatch                   |
| 743760 | 2008 WB18                | 2 ottobre 2008    | Spacewatch                   |
| 743761 | 2008 WS18                | 1 ottobre 2008    | Spacewatch                   |
| 743762 | 2008 WB20                | 17 novembre 2008  | Spacewatch                   |
| 743763 | 2008 WG21                | 17 novembre 2008  | Spacewatch                   |
| 743764 | 2008 WV26                | 25 ottobre 2008   | Spacewatch                   |
| 743765 | 2008 WV29                | 19 novembre 2008  | Mount Lemmon Survey          |
| 743766 | 2008 WR33                | 28 ottobre 2008   | Mount Lemmon Survey          |
| 743767 | 2008 WV34                | 23 ottobre 2008   | Spacewatch                   |
| 743768 | 2008 WK37                | 20 ottobre 2008   | Mount Lemmon Survey          |
| 743769 | 2008 WE38                | 24 ottobre 2008   | Spacewatch                   |
| 743770 | 2008 WW40                | 1 novembre 2008   | Mount Lemmon Survey          |
| 743771 | 2008 WA45                | 4 novembre 2008   | Spacewatch                   |
| 743772 | 2008 WC45                | 17 novembre 2008  | Spacewatch                   |
| 743773 | 2008 WB47                | 17 novembre 2008  | Spacewatch                   |
| 743774 | 2008 WF47                | 31 ottobre 2008   | Spacewatch                   |
| 743775 | 2008 WO47                | 3 novembre 2008   | Spacewatch                   |
| 743776 | 2008 WM49                | 2 novembre 2008   | Mount Lemmon Survey          |
| 743777 | 2008 WY49                | 27 settembre 2008 | Mount Lemmon Survey          |
| 743778 | 2008 WP52                | 6 ottobre 2008    | Spacewatch                   |
| 743779 | 2008 WB54                | 9 novembre 2008   | Mount Lemmon Survey          |
| 743780 | 2008 WL54                | 24 ottobre 2008   | Spacewatch                   |
| 743781 | 2008 WG56                | 20 novembre 2008  | Mount Lemmon Survey          |
| 743782 | 2008 WM62                | 27 ottobre 2008   | Spacewatch                   |
| 743783 | 2008 WR62                | 8 novembre 2008   | Mount Lemmon Survey          |
| 743784 | 2008 WH68                | 18 novembre 2008  | Spacewatch                   |
| 743785 | 2008 WC74                | 8 novembre 2008   | Mount Lemmon Survey          |
| 743786 | 2008 WJ83                | 7 novembre 2008   | Mount Lemmon Survey          |
| 743787 | 2008 WP83                | 20 novembre 2008  | Spacewatch                   |
| 743788 | 2008 WP85                | 20 novembre 2008  | Spacewatch                   |
| 743789 | 2008 WB88                | 21 novembre 2008  | Mount Lemmon Survey          |
| 743790 | 2008 WB89                | 21 novembre 2008  | Spacewatch                   |
| 743791 | 2008 WZ91                | 3 novembre 2008   | Spacewatch                   |
| 743792 | 2008 WQ93                | 2 novembre 2008   | Spacewatch                   |
| 743793 | 2008 WC95                | 21 novembre 2008  | Alianza S4 Obs.              |
| 743794 | 2008 WL96                | 5 novembre 2008   | SSS                          |
| 743795 | 2008 WW96                | 7 novembre 2008   | Mount Lemmon Survey          |
| 743796 | 2008 WY97                | 19 novembre 2008  | CSS                          |
| 743797 | 2008 WU99                | 23 settembre 2008 | Mount Lemmon Survey          |
| 743798 | 2008 WE104               | 8 novembre 2008   | Spacewatch                   |
| 743799 | 2008 WJ106               | 30 ottobre 2008   | Spacewatch                   |
| 743800 | 2008 WC109               | 29 settembre 2008 | Mount Lemmon Survey          |

## 743801–743900
| Nome   | Designazione provvisoria | Data di scoperta  | Scopritore                          |
| ------ | ------------------------ | ----------------- | ----------------------------------- |
| 743801 | 2008 WK109               | 25 ottobre 2008   | Spacewatch                          |
| 743802 | 2008 WF110               | 28 settembre 2008 | Mount Lemmon Survey                 |
| 743803 | 2008 WH116               | 18 novembre 2008  | Spacewatch                          |
| 743804 | 2008 WN117               | 21 novembre 2008  | Spacewatch                          |
| 743805 | 2008 WO118               | 30 novembre 2008  | Mount Lemmon Survey                 |
| 743806 | 2008 WQ125               | 31 ottobre 2008   | Mount Lemmon Survey                 |
| 743807 | 2008 WJ129               | 20 novembre 2008  | Mount Lemmon Survey                 |
| 743808 | 2008 WM129               | 22 novembre 2008  | Spacewatch                          |
| 743809 | 2008 WC131               | 19 novembre 2008  | Spacewatch                          |
| 743810 | 2008 WZ135               | 19 novembre 2008  | Spacewatch                          |
| 743811 | 2008 WK145               | 19 novembre 2008  | Spacewatch                          |
| 743812 | 2008 WF146               | 30 novembre 2008  | Spacewatch                          |
| 743813 | 2008 WH146               | 24 novembre 2008  | Mount Lemmon Survey                 |
| 743814 | 2008 WJ146               | 9 ottobre 2013    | Mount Lemmon Survey                 |
| 743815 | 2008 WU146               | 2 settembre 2012  | Pan-STARRS                          |
| 743816 | 2008 WV146               | 1 novembre 2013   | Spacewatch                          |
| 743817 | 2008 WB147               | 18 novembre 2008  | Spacewatch                          |
| 743818 | 2008 WU148               | 22 novembre 2008  | Spacewatch                          |
| 743819 | 2008 WR149               | 19 novembre 2008  | Spacewatch                          |
| 743820 | 2008 WF150               | 19 novembre 2008  | Spacewatch                          |
| 743821 | 2008 WV150               | 26 ottobre 2013   | Mount Lemmon Survey                 |
| 743822 | 2008 WB153               | 18 novembre 2008  | Spacewatch                          |
| 743823 | 2008 WL153               | 17 marzo 2015     | Mount Lemmon Survey                 |
| 743824 | 2008 WD155               | 9 gennaio 2016    | Pan-STARRS                          |
| 743825 | 2008 WL155               | 20 ottobre 2008   | Spacewatch                          |
| 743826 | 2008 WA156               | 12 gennaio 2016   | Pan-STARRS                          |
| 743827 | 2008 WN156               | 19 novembre 2008  | Spacewatch                          |
| 743828 | 2008 WB158               | 20 novembre 2008  | Spacewatch                          |
| 743829 | 2008 WF158               | 20 novembre 2008  | Mount Lemmon Survey                 |
| 743830 | 2008 WA159               | 20 novembre 2008  | Spacewatch                          |
| 743831 | 2008 XS6                 | 4 dicembre 2008   | LINEAR                              |
| 743832 | 2008 XH13                | 2 dicembre 2008   | Spacewatch                          |
| 743833 | 2008 XN17                | 19 novembre 2008  | Spacewatch                          |
| 743834 | 2008 XT19                | 1 dicembre 2008   | Spacewatch                          |
| 743835 | 2008 XH23                | 4 dicembre 2008   | Mount Lemmon Survey                 |
| 743836 | 2008 XV23                | 30 ottobre 2008   | Spacewatch                          |
| 743837 | 2008 XZ24                | 4 dicembre 2008   | Mount Lemmon Survey                 |
| 743838 | 2008 XB27                | 9 novembre 2008   | Spacewatch                          |
| 743839 | 2008 XA28                | 4 dicembre 2008   | Mount Lemmon Survey                 |
| 743840 | 2008 XH28                | 4 ottobre 2008    | Mount Lemmon Survey                 |
| 743841 | 2008 XX28                | 4 dicembre 2008   | Mount Lemmon Survey                 |
| 743842 | 2008 XG29                | 5 dicembre 2008   | Mount Lemmon Survey                 |
| 743843 | 2008 XH33                | 2 dicembre 2008   | Spacewatch                          |
| 743844 | 2008 XS35                | 19 novembre 2008  | Spacewatch                          |
| 743845 | 2008 XH36                | 19 novembre 2008  | Spacewatch                          |
| 743846 | 2008 XO39                | 2 dicembre 2008   | Spacewatch                          |
| 743847 | 2008 XF46                | 7 novembre 2008   | Mount Lemmon Survey                 |
| 743848 | 2008 XU48                | 4 dicembre 2008   | Mount Lemmon Survey                 |
| 743849 | 2008 XV54                | 4 dicembre 2008   | CSS                                 |
| 743850 | 2008 XE55                | 1 dicembre 2008   | LINEAR                              |
| 743851 | 2008 XF58                | 10 ottobre 2012   | Pan-STARRS                          |
| 743852 | 2008 XN58                | 3 dicembre 2008   | Spacewatch                          |
| 743853 | 2008 XU58                | 2 dicembre 2008   | Spacewatch                          |
| 743854 | 2008 XV58                | 28 novembre 2013  | Mount Lemmon Survey                 |
| 743855 | 2008 XC59                | 17 novembre 2014  | Pan-STARRS                          |
| 743856 | 2008 XM59                | 18 gennaio 2016   | Pan-STARRS                          |
| 743857 | 2008 XE60                | 28 dicembre 2003  | Spacewatch                          |
| 743858 | 2008 XQ60                | 1 dicembre 2008   | Spacewatch                          |
| 743859 | 2008 XZ60                | 2 dicembre 2008   | Mount Lemmon Survey                 |
| 743860 | 2008 XA61                | 6 dicembre 2008   | Mount Lemmon Survey                 |
| 743861 | 2008 XK61                | 1 dicembre 2008   | Mount Lemmon Survey                 |
| 743862 | 2008 XR61                | 24 novembre 2008  | Spacewatch                          |
| 743863 | 2008 XT61                | 1 dicembre 2008   | Spacewatch                          |
| 743864 | 2008 XK62                | 16 giugno 2018    | Pan-STARRS                          |
| 743865 | 2008 XM62                | 2 aprile 2016     | Mount Lemmon Survey                 |
| 743866 | 2008 XQ62                | 6 dicembre 2002   | LINEAR                              |
| 743867 | 2008 XG63                | 4 dicembre 2008   | CSS                                 |
| 743868 | 2008 XS64                | 2 dicembre 2008   | Mount Lemmon Survey                 |
| 743869 | 2008 XE65                | 22 gennaio 2015   | Pan-STARRS                          |
| 743870 | 2008 XF65                | 26 aprile 2017    | Pan-STARRS                          |
| 743871 | 2008 XD67                | 1 dicembre 2008   | Mount Lemmon Survey                 |
| 743872 | 2008 XO67                | 1 dicembre 2008   | Mount Lemmon Survey                 |
| 743873 | 2008 XP68                | 2 dicembre 2008   | Spacewatch                          |
| 743874 | 2008 YO1                 | 25 ottobre 2008   | Spacewatch                          |
| 743875 | 2008 YF2                 | 22 dicembre 2008  | F. Hormuth                          |
| 743876 | 2008 YN4                 | 6 dicembre 2008   | Spacewatch                          |
| 743877 | 2008 YK6                 | 3 dicembre 2008   | Mount Lemmon Survey                 |
| 743878 | 2008 YE8                 | 23 dicembre 2008  | Shandong University Obs.            |
| 743879 | 2008 YX8                 | 23 dicembre 2008  | K. Sárneczky                        |
| 743880 | 2008 YP9                 | 21 dicembre 2008  | Spacewatch                          |
| 743881 | 2008 YL12                | 21 dicembre 2008  | Mount Lemmon Survey                 |
| 743882 | 2008 YN12                | 30 novembre 2008  | Spacewatch                          |
| 743883 | 2008 YA13                | 24 novembre 2008  | Mount Lemmon Survey                 |
| 743884 | 2008 YY13                | 3 settembre 2002  | NEAT                                |
| 743885 | 2008 YD17                | 21 dicembre 2008  | Mount Lemmon Survey                 |
| 743886 | 2008 YY18                | 24 ottobre 2008   | Mount Lemmon Survey                 |
| 743887 | 2008 YS19                | 24 novembre 2008  | Mount Lemmon Survey                 |
| 743888 | 2008 YU19                | 21 dicembre 2008  | Mount Lemmon Survey                 |
| 743889 | 2008 YY19                | 21 dicembre 2008  | Mount Lemmon Survey                 |
| 743890 | 2008 YC25                | 30 novembre 2008  | Spacewatch                          |
| 743891 | 2008 YT25                | 27 dicembre 2008  | K. Sárneczky                        |
| 743892 | 2008 YU25                | 27 dicembre 2008  | K. Sárneczky                        |
| 743893 | 2008 YA31                | 25 dicembre 2008  | W. Bickel                           |
| 743894 | 2008 YB32                | 21 dicembre 2008  | Osservatorio astronomico di Maiorca |
| 743895 | 2008 YQ37                | 22 dicembre 2008  | Spacewatch                          |
| 743896 | 2008 YH43                | 21 dicembre 2008  | Mount Lemmon Survey                 |
| 743897 | 2008 YQ43                | 30 novembre 2008  | Mount Lemmon Survey                 |
| 743898 | 2008 YD44                | 21 dicembre 2008  | Spacewatch                          |
| 743899 | 2008 YN60                | 1 dicembre 2008   | Mount Lemmon Survey                 |
| 743900 | 2008 YP67                | 30 dicembre 2008  | Mount Lemmon Survey                 |

## 743901–744000
| Nome   | Designazione provvisoria | Data di scoperta  | Scopritore          |
| ------ | ------------------------ | ----------------- | ------------------- |
| 743901 | 2008 YT68                | 21 dicembre 2008  | CSS                 |
| 743902 | 2008 YR72                | 30 dicembre 2008  | Spacewatch          |
| 743903 | 2008 YT73                | 22 dicembre 2008  | Spacewatch          |
| 743904 | 2008 YR75                | 30 dicembre 2008  | Mount Lemmon Survey |
| 743905 | 2008 YM87                | 21 dicembre 2008  | Spacewatch          |
| 743906 | 2008 YJ95                | 2 novembre 2008   | Mount Lemmon Survey |
| 743907 | 2008 YG97                | 29 dicembre 2008  | Mount Lemmon Survey |
| 743908 | 2008 YG98                | 22 dicembre 2008  | Spacewatch          |
| 743909 | 2008 YQ105               | 29 dicembre 2008  | Spacewatch          |
| 743910 | 2008 YX106               | 29 dicembre 2008  | Spacewatch          |
| 743911 | 2008 YF108               | 29 dicembre 2008  | Spacewatch          |
| 743912 | 2008 YH112               | 7 novembre 2008   | Mount Lemmon Survey |
| 743913 | 2008 YS119               | 30 dicembre 2008  | Spacewatch          |
| 743914 | 2008 YO121               | 30 dicembre 2008  | Mount Lemmon Survey |
| 743915 | 2008 YU121               | 22 dicembre 2008  | Mount Lemmon Survey |
| 743916 | 2008 YG127               | 30 dicembre 2008  | Spacewatch          |
| 743917 | 2008 YQ127               | 21 dicembre 2008  | Mount Lemmon Survey |
| 743918 | 2008 YD129               | 31 dicembre 2008  | Spacewatch          |
| 743919 | 2008 YB130               | 4 dicembre 2008   | Mount Lemmon Survey |
| 743920 | 2008 YN131               | 31 dicembre 2008  | Spacewatch          |
| 743921 | 2008 YY132               | 31 dicembre 2008  | Spacewatch          |
| 743922 | 2008 YQ134               | 7 settembre 2008  | Mount Lemmon Survey |
| 743923 | 2008 YT135               | 30 dicembre 2008  | Spacewatch          |
| 743924 | 2008 YO137               | 10 settembre 2007 | Mount Lemmon Survey |
| 743925 | 2008 YP139               | 22 dicembre 2008  | Spacewatch          |
| 743926 | 2008 YB141               | 30 dicembre 2008  | Mount Lemmon Survey |
| 743927 | 2008 YU141               | 30 dicembre 2008  | Spacewatch          |
| 743928 | 2008 YA144               | 30 dicembre 2008  | Spacewatch          |
| 743929 | 2008 YS145               | 21 dicembre 2008  | Spacewatch          |
| 743930 | 2008 YF150               | 21 dicembre 2008  | Spacewatch          |
| 743931 | 2008 YE151               | 22 dicembre 2008  | Spacewatch          |
| 743932 | 2008 YH154               | 22 dicembre 2008  | Mount Lemmon Survey |
| 743933 | 2008 YO158               | 2 gennaio 2009    | CSS                 |
| 743934 | 2008 YF170               | 1 ottobre 2008    | Spacewatch          |
| 743935 | 2008 YT175               | 21 dicembre 2008  | Mount Lemmon Survey |
| 743936 | 2008 YJ177               | 13 maggio 2015    | Mount Lemmon Survey |
| 743937 | 2008 YL177               | 24 luglio 2015    | Pan-STARRS          |
| 743938 | 2008 YV177               | 22 dicembre 2008  | Spacewatch          |
| 743939 | 2008 YL178               | 21 dicembre 2008  | Mount Lemmon Survey |
| 743940 | 2008 YO178               | 30 dicembre 2008  | Spacewatch          |
| 743941 | 2008 YP178               | 31 dicembre 2008  | Mount Lemmon Survey |
| 743942 | 2008 YU178               | 3 dicembre 2012   | Mount Lemmon Survey |
| 743943 | 2008 YY178               | 24 agosto 2012    | Spacewatch          |
| 743944 | 2008 YE179               | 7 novembre 2012   | Pan-STARRS          |
| 743945 | 2008 YK179               | 30 dicembre 2008  | Mount Lemmon Survey |
| 743946 | 2008 YS180               | 12 dicembre 2012  | Mount Lemmon Survey |
| 743947 | 2008 YZ181               | 4 ottobre 1996    | Spacewatch          |
| 743948 | 2008 YS182               | 14 ottobre 2013   | Mount Lemmon Survey |
| 743949 | 2008 YK183               | 25 ottobre 2008   | Spacewatch          |
| 743950 | 2008 YE186               | 21 dicembre 2008  | Spacewatch          |
| 743951 | 2008 YF187               | 30 dicembre 2008  | Spacewatch          |
| 743952 | 2008 YJ187               | 22 dicembre 2008  | Spacewatch          |
| 743953 | 2008 YH188               | 22 dicembre 2008  | Mount Lemmon Survey |
| 743954 | 2008 YQ188               | 22 dicembre 2008  | Mount Lemmon Survey |
| 743955 | 2008 YY188               | 29 dicembre 2008  | Spacewatch          |
| 743956 | 2008 YN189               | 22 dicembre 2008  | Mount Lemmon Survey |
| 743957 | 2008 YX189               | 31 dicembre 2008  | Spacewatch          |
| 743958 | 2008 YF190               | 31 dicembre 2008  | CSS                 |
| 743959 | 2008 YX190               | 22 dicembre 2008  | Spacewatch          |
| 743960 | 2008 YM191               | 31 dicembre 2008  | Spacewatch          |
| 743961 | 2008 YN191               | 21 dicembre 2008  | Mount Lemmon Survey |
| 743962 | 2008 YQ191               | 21 dicembre 2008  | Mount Lemmon Survey |
| 743963 | 2008 YC192               | 21 dicembre 2008  | Mount Lemmon Survey |
| 743964 | 2008 YX193               | 22 dicembre 2008  | Mount Lemmon Survey |
| 743965 | 2008 YZ194               | 30 dicembre 2008  | Spacewatch          |
| 743966 | 2008 YL195               | 22 dicembre 2008  | Mount Lemmon Survey |
| 743967 | 2009 AR4                 | 1 gennaio 2009    | Spacewatch          |
| 743968 | 2009 AU4                 | 1 gennaio 2009    | Spacewatch          |
| 743969 | 2009 AG7                 | 2 novembre 2008   | Mount Lemmon Survey |
| 743970 | 2009 AX7                 | 1 gennaio 2009    | Mount Lemmon Survey |
| 743971 | 2009 AN8                 | 2 novembre 2008   | Mount Lemmon Survey |
| 743972 | 2009 AH11                | 2 gennaio 2009    | Mount Lemmon Survey |
| 743973 | 2009 AU17                | 22 dicembre 2008  | Spacewatch          |
| 743974 | 2009 AE19                | 2 gennaio 2009    | Mount Lemmon Survey |
| 743975 | 2009 AQ25                | 22 dicembre 2008  | Mount Lemmon Survey |
| 743976 | 2009 AM30                | 15 gennaio 2009   | Spacewatch          |
| 743977 | 2009 AR36                | 8 novembre 2008   | Mount Lemmon Survey |
| 743978 | 2009 AT36                | 8 novembre 2008   | Mount Lemmon Survey |
| 743979 | 2009 AG43                | 24 novembre 2008  | Mount Lemmon Survey |
| 743980 | 2009 AT48                | 3 gennaio 2009    | Spacewatch          |
| 743981 | 2009 AZ49                | 2 gennaio 2009    | Mount Lemmon Survey |
| 743982 | 2009 AY53                | 7 ottobre 2012    | Pan-STARRS          |
| 743983 | 2009 AM54                | 13 giugno 2015    | Pan-STARRS          |
| 743984 | 2009 AP55                | 23 gennaio 2015   | Pan-STARRS          |
| 743985 | 2009 AU55                | 13 gennaio 2015   | Pan-STARRS          |
| 743986 | 2009 AX55                | 16 agosto 2017    | Pan-STARRS          |
| 743987 | 2009 AY55                | 8 settembre 2015  | Pan-STARRS          |
| 743988 | 2009 AA56                | 1 gennaio 2009    | Spacewatch          |
| 743989 | 2009 AA57                | 1 gennaio 2009    | Spacewatch          |
| 743990 | 2009 AM57                | 21 agosto 2015    | Pan-STARRS          |
| 743991 | 2009 AM58                | 2 novembre 2013   | CSS                 |
| 743992 | 2009 AU59                | 2 gennaio 2009    | Spacewatch          |
| 743993 | 2009 AB62                | 3 gennaio 2009    | Mount Lemmon Survey |
| 743994 | 2009 AP63                | 3 gennaio 2009    | Spacewatch          |
| 743995 | 2009 BB                  | 16 gennaio 2009   | LINEAR              |
| 743996 | 2009 BY                  | 2 gennaio 2009    | Mount Lemmon Survey |
| 743997 | 2009 BJ3                 | 8 novembre 2008   | Mount Lemmon Survey |
| 743998 | 2009 BG5                 | 21 dicembre 2008  | Mount Lemmon Survey |
| 743999 | 2009 BQ11                | 20 gennaio 2009   | LINEAR              |
| 744000 | 2009 BX13                | 24 gennaio 2009   | Alianza S4 Obs.     |